# 小池裕
小池 裕（こいけ ひろし、1951年7月3日 - ）は、日本の裁判官。水戸地方裁判所所長、東京高等裁判所部総括判事、東京地方裁判所所長、東京高等裁判所長官を経て、2015年4月2日より最高裁判所判事を経た。

## 経歴
新潟県長岡市で生まれ、その後、東京都、神奈川県で過ごす。藤沢市立藤ヶ岡中学校、神奈川県立湘南高等学校、東京大学法学部を卒業。
- 1975年、東京大学法学部卒業、司法修習生
- 1977年4月8日、大阪地方裁判所判事補
- 1980年4月1日、横浜家庭裁判所・横浜地方裁判所川崎支部
- 1983年4月1日、最高裁民事局
- 1985年4月1日、最高裁総務局
- 1987年4月1日、東京地裁判事補・東京簡裁判事
- 1988年4月1日、最高裁総務局制度調査室長
- 1991年4月1日、東京地裁判事、東京簡裁判事
- 1993年7月1日、最高裁総務局第二課長兼第三課長
- 1996年9月1日、最高裁総務局第一課長
- 1999年4月1日、最高裁事務総局審議官
- 2004年8月1日、東京地裁部総括判事
- 2006年1月30日、最高裁経理局長
- 2010年7月7日、水戸地裁所長
- 2012年3月12日、東京高裁部総括判事
- 2013年7月8日、東京地裁所長
- 2014年4月1日、東京高裁長官
- 2015年4月2日、最高裁判所判事
- 2017年10月22日、最高裁判所裁判官国民審査において、罷免を可とする票4,688,017票、罷免を可とする率8.56%で信任。同時に審査された7判事のうち罷免を可とする票の数が最多であった[3]。
- 2022年11月3日　旭日大綬章受章[4][5]

## 裁判
- 大津いじめ訴訟

2021年1月25日、大津市で2011年に男子生徒(当時13歳)が元同級生により自殺に追い込まれたのち遺族が加害者らに損害賠償を求めた訴訟で、二審大阪高裁判決を不服とした両親の上告を退け、加害者2名に対して計400万円の支払いを命じた。
加害者の賠償額は一審大津地裁判決より大幅な減額となり、『被害者の両親は家庭環境を適切に整えられず、被害者を精神的に支えられなかった』などとして、賠償額を3750万から大幅に減額した。しかし、被害者の家庭環境以前の問題に、加害者が人の自殺に娯楽を求めるという異常な精神状態にあったことについての言及は公表されておらず、これを疑問視する声が上がっている。
しかしいわゆる『いじめ』による自殺を「通常損害」と最高裁が認めた事例は、少なくとも遺族の代理弁護人が知る限りでは初めてのことである。